# Cadillac Hotel (Florida)

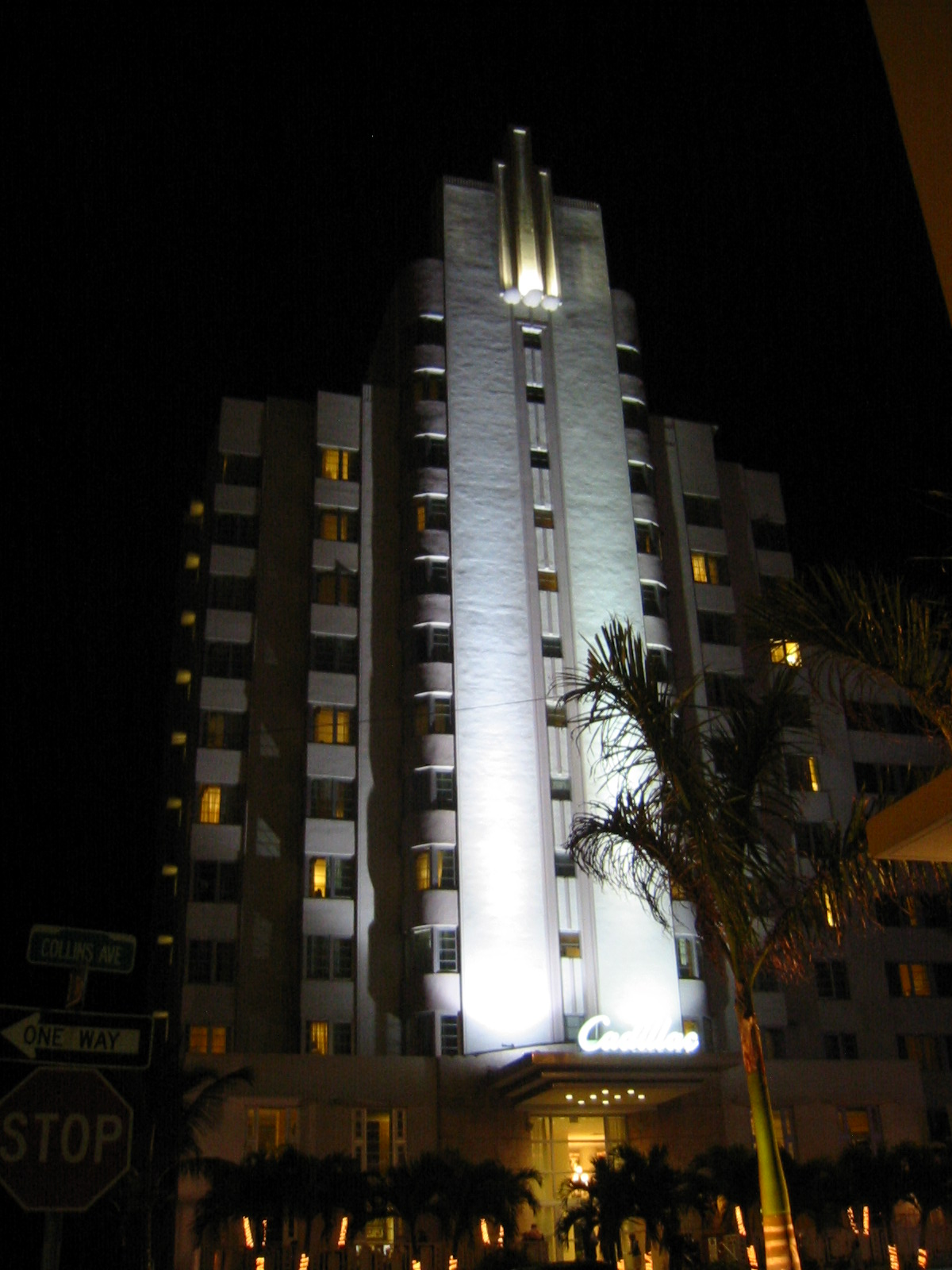
Het Cadillac Hotel bij nacht

Het Cadillac Hotel (ook bekend als het Carol Arms Hotel) is een historisch hotel in Miami Beach, Florida, Verenigde Staten. Het hotel staat op Collins Avenue, nabij de 39e straat. Op 2 juni 2004 werd het toegevoegd aan het Amerikaanse National Register of Historic Places.